# Otomops secundus
Otomops secundus је врста сисара из реда слепих мишева и породице Molossidae. 

## Распрострањење
Папуа Нова Гвинеја је једино познато природно станиште врсте.

## Станиште
Врста Otomops secundus има станиште на копну.
Врста је по висини распрострањена од нивоа мора до 1.980 метара надморске висине.

## Угроженост
Подаци о распрострањености ове врсте су недовољни.

### Популациони тренд
Популациони тренд је за ову врсту непознат.